# Rezervor de infecție
Rezervorul de infecție sau rezervorul natural este orice ființă vie (om, animale, plante) sau orice mediu inert  (organic sau anorganic), care găzduiește, asigură supraviețuirea prelungită și favorizează dezvoltarea și multiplicarea microorganismelor patogene capabile de a fi transmise la diferite gazde susceptibile (om sau animale). În mediul extern, principalele rezervoare ale germenilor sunt mediile acvatice sau telurice (solul). Se deosebesc: rezervor de virusuri, bacterii sau paraziți și rezervor animal sau uman. Numeroase boli infecțioase umane au un rezervor animal; ele sunt zoonoze (ciuma, bruceloza, salmoneloza, rabia, febra galbena etc.). Adesea animalul care servește ca rezervor al microorganismelor patogene nu are semne clinice de boală (de exemplu liliecii frugivori infectați cu virusul Ebola nu au semne clinice de boală). În fine, mulți agenți patogeni pentru om, au ca rezervor, omul însuși (rezervor uman): holera, febra tifoidă, sifilisul, meningita meningococică, poliomielita, rujeola, varicela, variola etc.   